# Utrdba Galle
Utrdba Galle (singalsko ගාලු කොටුව Galu Kotuwa; tamilsko காலிக் கோட்டை, translit. Kālik Kōṭṭai), v zalivu Galle na jugozahodni obali Šrilanke, so najprej leta 1588 zgradili Portugalci, nato pa močno utrdili Nizozemci med 17. stoletjem od leta 1649 naprej. Je zgodovinski, arheološki in arhitekturni spomenik, ki tudi po več kot 423 letih ohranja sijajen videz, zaradi obsežne rekonstrukcije, ki ga opravlja Arheološki oddelek Šrilanke. 
Utrdba ima barvito zgodovino in ima danes večetnično in večversko prebivalstvo.  Vlada Šrilanke in mnogi nizozemski prebivalci, ki še vedno posedujejo nekatere objekte znotraj utrdbe, si prizadevajo, da postane eno od sodobnih čudes sveta . Vrednost dediščine utrdbe je priznal Unesco in ga kot kulturno dediščino za svojo edinstveno razstavo »urbani ansambel, ki ponazarja interakcijo evropske arhitekture in južnoazijskih tradicij od 16. do 19. stoletja« uvrstil na seznam svetovne dediščine 
Utrdba Galle, znana tudi kot Nizozemska utrdba ali "Ramparts of Galle", se je zoperstavila cunamiju leta 2004, ki je poškodoval del obalnega območja mesta Galle.

## Zgodovina
Najstarejši zgodovinski omen mesta Galle se nahaja na Ptolemajevem zemljevidu sveta iz leta 125-150, ko je bilo pristanišče za trgovanje z Grčijo, arabskimi državami, Kitajsko in drugimi. Njegova omemba kot "pristanišče za Levant" je izdelana v kozmografiji  Kozme Indikoplevsta. To je pristanišče kjer so Portugalci, pod vodstvom Lourença de Almeide, na otoku prvič pristali leta 1505 in se spoprijateljili s kraljem Dharmaparakrama Bahujem (1484-1514) ter povzročili opazno spremembo dogajanja na otoku. Preden so Portugalci sem prišli, je imel bazo v tem pristanišču Ibn Batuta. Začetek zgodovine utrdbe se je začela z gradnjo Portugalcev, skupaj s frančiškansko kapelo (zdaj večinoma v ruševinah) znotraj utrdbe leta 1541. V Galleju so prvotno zgradili majhno utrdbo iz palm in blata. Imenovali so jo Santa Cruz, kasneje pa so jo povečali s stražnim stolpom in tremi bastijoni ter stalno trdnjavo za zaščito pristanišča.  
Utrdba je v kasnejših letih služila tudi kot zapor za zapiranje singalskih domačinov, ki so nasprotovali Portugalcem. Ti so se preselili v Kolombo, ki so ga kasneje imeli za bolj pomembnega. Leta 1588 jih je napadel singalski kralj Raja Singha I. (1581-93) iz Sitawake, in jih prisilil, da so se vrnili v Galle. 
Leta 1640 so se dogodki obrnili, ko so se Nizozemci združili s kraljem Rajasinhom II., da bi zajeli utrdbo Galle. Nizozemci, z okoli 2500 vojaki pod vodstvom Kosterja, so leta 1640 prevzeli utrdbo od Portugalcev. Čeprav situacija za Singalce ni bila idealna, so bili v arhitekturnem smislu pomembni za izgradnjo utrdbe, kot jo vidimo danes. Novo utrjevanje je bilo dodano do začetka 18. stoletja. Znotraj utrdbe so postavili zgradbe javne uprave, skladišča in poslovne hiše ter stanovanja. Protestantska cerkev (arhitekt Abraham Anthonisz) je bila leta 1775 zgrajena v baročnem slogu, in je poskrbela za koloniste in lokalne ljudi, ki so se spreobrnili v krščanstvo. Najpomembnejše stavbe znotraj kompleksa so bile rezidenca komandanta, arzenal in topovi. Druge zgradbe, postavljene v utrdbi, so poskrbele za trgovinske in obrambne zahteve, kot so tesarske delavnice, kovačije, vrvarne, itd. Prav tako so zgradili kanalizacijski sistem, ki je bil poplavljen ob visoki plimi in fekalije odplaknil v morje. 
Britanci so prevzeli trdnjavo 23. februarja 1796, en teden po tem, ko so jo zajeli. Šrilanka je ostala britanska kolonija formalno od leta 1815 do leta 1948, ko je postala neodvisna otoška država. Pomembnost Galleja se je zmanjšala tudi po tem, ko so Britanci razvili Kolombo kot svojo prestolnico in glavno pristanišče sredi devetnajstega stoletja. 

## Geografija
Utrdba Galle je v mestu Galle, na skrajnem jugozahodnem vogalu otoka, na jugozahodni obali Šrilanke, kjer se obrežje obrne vzhodno proti Matari in Tangalli. Utrdba, tako kot večina utrdb na Šrilanki, je zgrajena na majhnem skalnem polotoku. Današnja pokriva površino 52 ha.
Cesta A2 od leta 2012 zagotavlja prometne povezave med Gallejem in Kolombom (113 kilometrov) in preostalo državo vzdolž zahodne obale ali od vzhoda vzdolž južne obale.. Železniške povezave so na voljo s Kolombom in Mataro. 

## Demografija
Okoli utrdbe Galle se je razvilo mesto Galle na površini 16,5 kvadratnih kilometrov . Zgodovino utrdbe dobro ilustrirajo številne oznake in plošče, ki ponujajo informacije o vsakem spomeniku.  Več kot polovica prebivalcev v utrdbi je Mavrov, ostalo so Singalci, Nizozemci, Angleži, Portugalci in Nemci. Podrobnosti o zgodovini utrdbe se dobijo v centru za obiskovalce in muzeju nizozemskega obdobja znotraj utrdbe. 

## Položaj trdnjave
Trdnjava, ki jo je v 16. stoletju zgradila Portugalska za obrambo mesta Galle, je bila zemeljska struktura s palisadami, ki je pokrivala severno kopensko stran z obzidjem in tremi bastijoni. Verjeli so, da je stran v smeri proti odprtemu morju neprepustna in zato na morski strani niso gradili nobenih utrdb. Morsko obzidje je bilo dopolnjeno leta 1729, da je bilo načrtovanje mest za obrambne namene v vseh pogledih popolno.
Ko je trdnjava prišla pod nadzor Nizozemcev, so ti menili, da so stare utrdbe nevarne, ker so bile narejeni iz zemlje in palisad. Zato so se Nizozemci odločili, da v celoti obkrožijo polotok z izgradnjo neprepustnih utrdb kot obrambe pred drugimi kolonialnimi silami v regiji. Zgradili so približno 14 bastijonov iz apnenca in granita. Mnogo trdnjav so zgradili leta 1663. Mesto znotraj utrdbe je bilo dobro načrtovano s postavitvijo mreže cest in cestami, ki so bile vzporedne z obzidjem.
Utrdba ima dvoje vrat. Dve vhodni poslopji v utrdbo so imenovali Portcullised gate in prva vstopna vrata iz pristanišča imajo napis »ANNO MDCL XIX«, ki prikazuje nizozemski grb z emblemom petelina in napisom »VOC« v centru.
Glavna vrata so ob severni odseku utrdbe na kopnem in močno utrjena. Portugalci so zgradili obrambni jarek, ki je bil razširjen med nizozemsko vlado, tako da so leta 1667 prekinili obzidje in zgradili stolpe imenovane Star, Moon in Sun (Zvezda, Luna, Sonce). Te zgradbe so v britanskem obdobju od leta 1897 preuredili da so olajšali pretok prometa v staro mestno jedro. Vrata so bila utrjena z dvižnim mostom, obkroženim z jarkom; tukaj je napisano 1669 kot leto graditve. Nekateri od ostalih imenovanih bastijonov so: Aurora, Tremon, Kleipenberg in Emaloon, ki dodajo element veličine v utrdbo kot celoto.
Sprehod po obzidju v smeri urinega kazalca vodi do Old Gate (Starih vrat), kjer se na vhodu na vrhu vidi britanski grb. V notranjem delu vrat je napis 1668 z napisom »VOC«, okrajšava Verenigde Oostindindische Compagnie, kar pomeni Nizozemska vzhodnoindijska družba z oznako petelina, ki ga obdajata dva leva. V nadaljevanju je najstarejši bastijon, ki so ga zgradili Portugalci, znan kot Zwart, kar pomeni 'Črn batijon'. Vzhodni del utrdbe se zaključi z bastijonom Utrecht; tukaj je tudi smodnišnica. Tukaj je bil leta 1938 postavljen 18-metrski svetilnik. Naslednji del obzidja je lokacija Flag Rock Bastion, ki je bil uporabljen kot signalizacijska postaja, ki je opozarjala na ladje, ki so vstopale v pristanišče na nevarne čeri. Ladje so bile opozorjene s streljanjem iz mušket z otoka Pigeon blizu Flag Rock. V nadaljevanju obzidja je bastijon Trion, kjer je mlin na veter zajemal vodo iz morja, da bi polivali prašne ceste mesta; to je tudi točka za opazovanje sončnih zahodov. Še več bastijonov se vidi vzdolž obzidja s te lokacije do glavnih vrat.
Utrdba je resnično podobna majhnemu oblikovanemu mestu s pravokotnim mrežnim vzorcem ulic, polnih nizkih hiš z zatrepi in verandami v nizozemskem kolonialnem slogu. Ima dobro urejeno cestno omrežje. Območje utrdbe ima tudi številne zgodovinske cerkve, mošeje, poslovne in vladne stavbe. 
Ko je bila utrdba leta 1796 pod nadzorom Britancev, je postala njihovo južno poveljstvo. Na utrdbi so naredili številne spremembe, kot so zasutje jarka, gradnja hiš, svetilnik na bastijonu Utrecht, vrata med bastijonoma Luna in Sonce. Stolp je bil posebej postavljen leta 1883 v spomin na jubilej kraljice Viktorije. Druga svetovna vojna je prinesla še več fortifikacij, zgrajenih za obrambo utrdbe. Kljub vsem spremembam, ki so bile opravljene v preteklih letih, odkar je bila zgrajena med 16. in 19. stoletjem, utrdba Galle še vedno ostaja edinstven spomeniški kompleks, ki naj bi bil »najboljši primer utrjenega mesta s fuzijo evropske arhitekture in južnoazijske tradicije, ki so jih zgradili Evropejci v južni in jugovzhodni Aziji«. 

### Druge znamenitosti
Nekateri pomembni spomeniki dediščine v utrdbi so še:
- nizozemska reformirana cerkev z zgodovinskim zvonikom iz leta 1707 in zvonom iz leta 1709, ki zvoni vsako uro;
- stara nizozemska vladna hiša;
- prebivališče poveljnika;
- veliko skladišče v bližini Old Gate, zgrajeno okrog leta 1669 za shranjevanje začimb in ladijske opreme (v kateri je zdaj Narodni pomorski muzej);
- stara bolnišnica;
- mošeja Meera, zgrajena leta 1904;
- budistični tempelj zgrajen na mestu portugalske katoliške cerkve;
- anglikanska cerkev Vseh svetih, zgrajene leta 1871;
- stolpna ura iz leta 1882 in
- svetilnik Galle iz leta 1939.

Groote Kerk (nizozemska reformirana cerkev)
Groote Kerk (nizozemska reformirana cerkev) je bila zgrajen leta 1640 in preurejena med letoma 1752 in 1755. Cerkev je tlakovana z nagrobniki iz starega nizozemskega pokopališča. V cerkvi so stare orgle iz leta 1760, prižnica iz ebenovine iz Malezije. 
Amangalla - New Orient Hotel
Prvi hotel je bil zgrajen leta 1694 za izključno uporabo nizozemskega guvernerja in njegovega osebja. Hotel je bil leta 1865 pretvorjen v New Orient hotel, ki je poskrbel za evropske potnike, ki so potovali med Evropo in pristaniščem Galle v 19. stoletju, leta 2005 pa je bil posodobljen v franšizo Aman Resorts, poimenovan Amangalla. 
Imena ulic
Večina uličnih imen je zapuščina iz kolonialnega obdobja, vključno z Pedlar Street ali Moorse Kramerstraat, ulico Moorish pedlar (ali peddler), poimenovana po muslimanskih Mavrih, ki so bili trgovci na drobno; Lighthouse street ali "Zeeburgstraat" ali "Middelpuntstraat" so poimenovali po svetilniku, ki je bil uničen v požaru leta 1936; Hospital Street, lokacija nizozemske bolnišnice, hiše kirurga in medicinskega vrta; Leyn Baan Street ali "Leyenbahnstraat", Old Rope-Walk Street, kjer so izdelovali kokosove vrvi; Church ulice, poimenovana po cerkvi, ki je bila porušena v 17. stoletju in tudi kraj nizozemske reformirane cerkve in cerkve Vseh svetih; Parawa Street, imenovana po priseljencih Parawa iz Južne Indije, ki so bili ribiči in trgovci; in Chando Street, ki je poimenovana po pridelovalcih palmovega vina in nizozemski Burgerjih, ki so imeli v lasti kokosove nasade in male destilarne. 
Kruhovec
Drevo kruhovec (Artucarpus incisisus) so v Galle uvedli najprej Nizozemci; najverjetneje najstarejše drevo na Šrilanki je na bastijonu Akersloot v utrdbi Galle.  Menijo, da so Nizozemci uvedel kruhovec, ker greje, v upanju, da bi ubili ali razboleli domačine , ti pa so ga nevtralizirali s kokosovim orehom. Mešali so drobtine s kokosom in razvili delikateso, ki je postala priljubljena, saj je bila okusna in hranljiva. To drevo je zdaj raste po vsej Šrilanki. 
Območje trdnjave zasedajo večinoma umetniki, pisatelji, fotografi, oblikovalci in pesniki tujega izvora in je zdaj mešanica butikov, hotelov in restavracij. 

## Obnova
Ministrstvo za kulturo je po nesreči, ki jo je povzročil cunami in potres leta 2004, ko so bile poškodovane številne zgradbe, začelo projekt prenove in obnove, pri čemer je pozorno ohranila nekdanjo arhitekturo.
Območje Galle ima tako zgradbe iz portugalske kot nizozemske dobe, ki odražajo kolonialno preteklost mesta. Te stavbe potrebujejo pozornost, saj se je skozi stoletja zgodilo veliko sprememb. Vlada Šrilanke je s svojo Fundacijo za kulturo Galle ob Ministrstvu za kulturne zadeve in narodno dediščino prevzela pobudo za obnovo nekaterih stavb v njihovo staro slavo. Restavriranje je finančno podprla vlada Nizozemske. Obnovitvena dela ustrezajo smernicam Arheološkega oddelka Šrilanke. Tehnične smernice je zagotovilo Arhitekturno krilo Univerze Moratuwa. Veliko starih mestnih hiš so kupili izseljenci in bogati Šrilančani in Indijci ter jih obnovili kot počitniške domove.
Narodni pomorski muzej na območju utrdbe Galle, v bližini vrat Old Gate, je bil ustanovljen leta 1997 kot ekskluzivni pomorski arheološki center z dejavno vključitvijo nizozemske vlade v projekt, glede na ugotovitve, da je pristanišče Galle sestavljeno iz več kot 21 zgodovinskih brodolomov in z njimi povezanimi artefakti. V letu 2014 je bila Stara nizozemska bolnišnica po obsežni obnovi ponovno odprta kot nakupovalni kompleks z restavracijami.